# Kieran Hanrahan
Kieran Hanrahán (Ennis (County Clare), 1957) is een Ierse folkmuzikant.
Op zijn veertiende jaar begon hij te spelen op tenor banjo en won op zijn achttiende jaar het All-Ireland banjo championship. Door de jaren heen was Kieran betrokken bij een aantal traditionele folkbands zoals: Inchiquin, Stockton's Wing, en de Templehouse Ceili Band. Sinds 1991 werkt hij ook mee aan radioprogramma's van de Ierse RTÉ en verliet hij Stockton's Wing.

## Discografie
Met Stockton's Wing:
- Stockton's Wing, 1978
- Take a Change, 1980
- Light in the Western Sky, 1982
- American Special, 1984/85
- Take One, 1985
- Full Flight, 1986
- Celtic Roots, 1988

Solo:
- The Chieftans: The Long Black Veil (1995): Hanrahan was hier gastmuzikant
- Kieran Hanrahan plays the Irish Tenor Banjo (1998)